# North Las Vegas, Nevada
North Las Vegas este un oraș din Nevada, SUA. Se află la o altitudine de 672 m deasupra nivelului mării. Are o suprafață de 262,435396 km². Populația este de 262.527 locuitori, determinată în 1 aprilie 2020, prin recensământ.